# Liste der Kirchengebäude im Dekanat Aschaffenburg-Ost
Die Liste der Kirchengebäude im Dekanat Aschaffenburg-Ost listet die Kirchengebäude im Dekanat Aschaffenburg-Ost im Bistum Würzburg.

## Liste
| Bild | Kirche                                    | Ort                                       | Filialkirchen                   | Zugehörigkeit                                                |
| ---- | ----------------------------------------- | ----------------------------------------- | ------------------------------- | ------------------------------------------------------------ |
|      | St. Maria Immaculata                      | Goldbach (Unterfranken)                   |                                 | Pfarreiengemeinschaft Goldbach                               |
|      | St. Nikolaus                              | Goldbach (Unterfranken)                   |                                 | Pfarreiengemeinschaft Goldbach                               |
|      |                                           | Unterafferbach in Goldbach (Unterfranken) | Filiale St. Wendelin            | Pfarreiengemeinschaft Goldbach                               |
|      | St. Michael                               | Hösbach                                   |                                 | Pfarreiengemeinschaft Hösbach – Maria an der Sonne (Hösbach) |
|      | Zur Mutterschaft Mariens                  | Hösbach-Bahnhof                           |                                 | Pfarreiengemeinschaft Hösbach – Maria an der Sonne (Hösbach) |
|      | Kloster Schmerlenbach St. Agatha          | Hösbach                                   |                                 | Pfarreiengemeinschaft Hösbach – Maria an der Sonne (Hösbach) |
|      |                                           | Wenighösbach                              | Kuratie St. Barbara             | Pfarreiengemeinschaft Hösbach – Maria an der Sonne (Hösbach) |
|      | St. Antonius von Padua                    | Rottenberg                                |                                 | Pfarreiengemeinschaft St. Vitus im Vorspessart               |
|      |                                           | Feldkahl                                  | Kuratie St. Johannes Nepomuk    | Pfarreiengemeinschaft St. Vitus im Vorspessart               |
|      | Auferstehung unseres Herrn Jesus Christus | Sailauf                                   |                                 | Pfarreiengemeinschaft St. Vitus im Vorspessart               |
|      |                                           | Eichenberg                                | Filiale St. Wendelin            | Pfarreiengemeinschaft St. Vitus im Vorspessart               |
|      | St. Thomas Morus                          | Laufach                                   |                                 | Einzelpfarrei Laufachtal                                     |
|      |                                           | Frohnhofen                                | Filialen Herz-Jesu              | Einzelpfarrei Laufachtal                                     |
|      |                                           | Hain                                      | Filiale St. Johannes der Täufer | Einzelpfarrei Laufachtal                                     |
|      | St. Nikolaus                              | Rothenbuch                                | Wendelinuskapelle Lichtenau     | Pfarreiengemeinschaft St. Hubertus im Spessart               |
|      | St. Michael                               | Waldaschaff                               |                                 | Pfarreiengemeinschaft St. Hubertus im Spessart               |
|      | St. Johannes Nepomuk                      | Weibersbrunn                              |                                 | Pfarreiengemeinschaft St. Hubertus im Spessart               |
|      | St. Nikolaus von der Flüe                 | Haibach                                   |                                 | Einzelpfarrei Haibach                                        |
|      |                                           | Dörrmorsbach                              | Filiale St. Laurentius          | Einzelpfarrei Haibach                                        |
|      |                                           | Grünmorsbach                              | Filiale St. Johannes der Täufer | Einzelpfarrei Haibach                                        |
|      | St. Georg                                 | Keilberg                                  |                                 | Pfarreiengemeinschaft Bessenbach                             |
|      | St. Stephanus                             | Oberbessenbach                            | Wallfahrtskirche St. Ottilia    | Pfarreiengemeinschaft Bessenbach                             |
|      |                                           | Straßbessenbach                           | Kuratie St. Wendelin            | Pfarreiengemeinschaft Bessenbach                             |
|      | St. Johannes (Apostel)                    | Heimbuchenthal                            |                                 | Pfarreiengemeinschaft Maria Regina im Spessart               |
|      | Mariä Himmelfahrt                         | Hessental-Mespelbrunn                     |                                 | Pfarreiengemeinschaft Maria Regina im Spessart               |
|      | St. Valentin                              | Wintersbach (Dammbach, Ort)               |                                 | Pfarreiengemeinschaft Maria Regina im Spessart               |
|      |                                           | Krausenbach (Dammbach)                    | Filiale St. Valentin            | Pfarreiengemeinschaft Maria Regina im Spessart               |
|      | St. Wendelin                              | Heigenbrücken                             | Filiale Herz-Jesu in Jakobstal  | Pfarreiengemeinschaft Hochspessart                           |
|      |                                           | Heinrichsthal                             | Kuratie St. Georg               | Pfarreiengemeinschaft Hochspessart                           |
|      | St. Jakobus der Ältere                    | Wiesen                                    |                                 | Pfarreiengemeinschaft Hochspessart                           |
|      | St. Andreas                               | Wiesthal                                  |                                 | Pfarreiengemeinschaft Hochspessart                           |